# Germán Rozenmacher

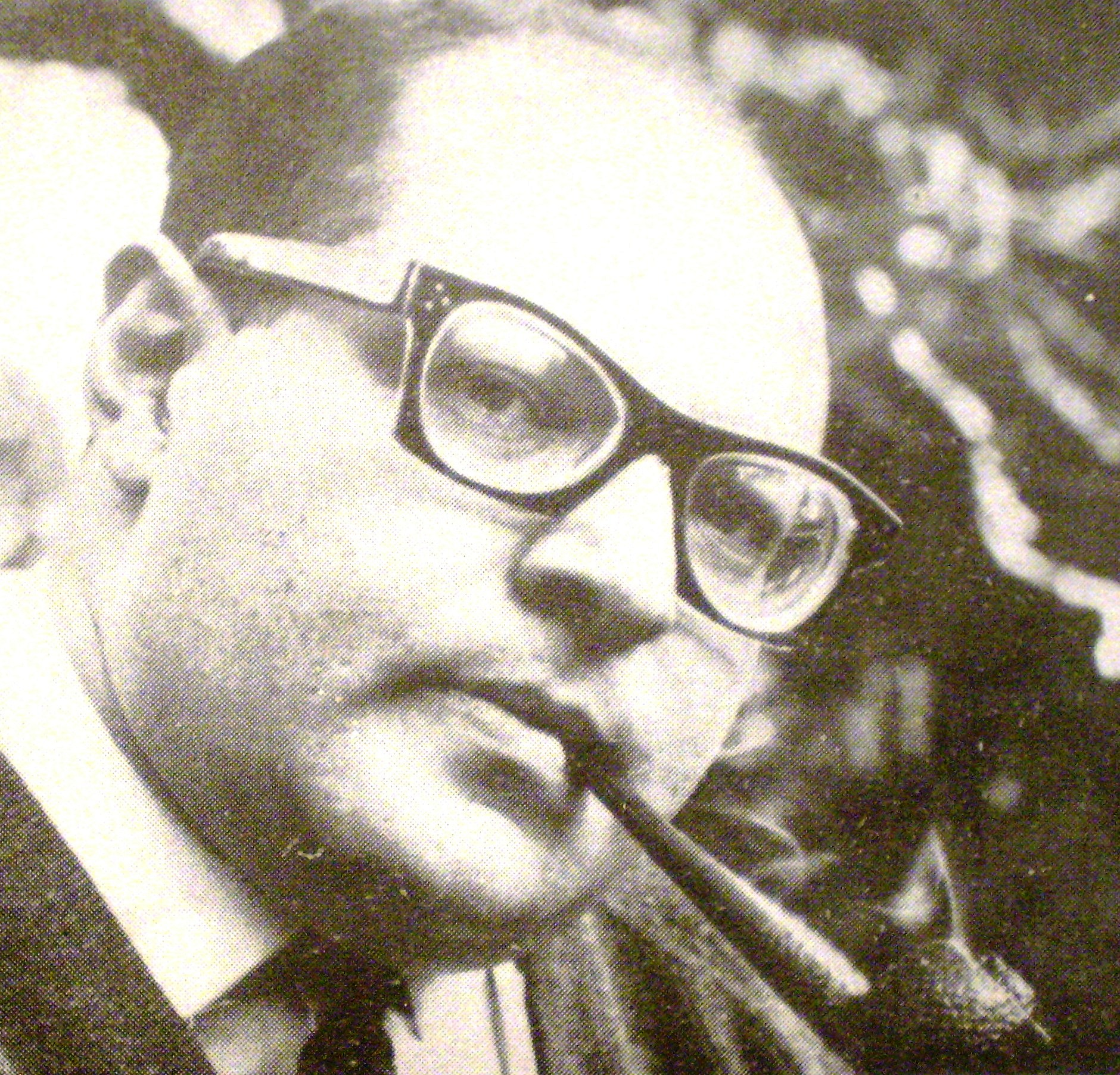
German Rozenmacher (ca. 1968)

Germán Rozenmacher (geboren 1936 in Buenos Aires; gestorben am 6. August 1971 in Buenos Aires, Mar del Plata, Argentinien) war ein argentinischer Schriftsteller und Dramatiker.

## Leben
Er schrieb die Bücher Cabecita negra (deutsch: Der kleine schwarze Kopf) (1962), Los ojos del tigre (deutsch: Die Augen des Tigers) (1968). Simón Brumelstein, el caballero de Indias (Simón Brumelstein, der Ritter der Indias) (1982) und Réquiem para un viernes a la noche (Requiem für eine Freitagnacht) (1964). Diese Bücher sind derzeit nicht im Buchhandel verfügbar. Das Buch El Caballero de Indias wurde erst nach seinem Tod vollendet. Rozenmacher war ein angesehener Autor. Während der auf Juan Domingo Perón folgenden Militärdiktatur, der so genannten Revolución Libertadora, arbeitete er als Redakteur an einer Sportzeitschrift. Die Berichte mussten erst dem Zensor vorgelegt werden, welcher die meisten seiner Berichte genehmigte.
Er verstarb am 6. August 1971, zusammen mit seinem Sohn Juan Pablo, infolge einer Gasexplosion. Er galt als sehr pünktlich und zuverlässig. Nachdem er zu einem vereinbarten Treffpunkt im Krankenhaus nicht bei seiner Frau erschienen war, ging diese mit einem Arzt des Krankenhauses nach Hause, um nach dem Rechten zu sehen. Doch der Arzt konnte nichts mehr für ihn tun.